# CAS International
CAS International (Comité anti Stierenvechten, que significa Comitè Antitaurí en neerlandès) és una organització de protecció animal europea membre del moviment antitaurí internacional.
L'antitauromàquia, o el rebuig de les curses de braus, és un fenomen que ha existit paral·lelament a l'aparició d'activitats taurines al món, però s'ha manifestat com un moviment social organitzat sol des del segle xx. És a finals d'aquest segle que aquest moviment va adquirir una dimensió clarament internacional, amb la incorporació de grups antitaurins en països on tradicionalment no hi ha hagut curses de toros (com el Regne Unit, els Països Baixos, o Alemanya), però tot i així els seus ciutadans donen suport a campanyes antitaurines realitzades en països on sí que hi ha toreig (com Espanya, França, Portugal, el Perú, l'Equador, Veneçuela, Colòmbia o Mèxic).
CAS International és la major organització del món en termes de membres i recursos que treballa exclusivament per l'abolició de la tauromàquia en el món, incloent tant les curses de toros com les festes populars amb toros o vaques. Té seu als Països Baixos i representants a Bèlgica i el Regne Unit. Avui en dia té més de 15.000 membres donants que ofereixen suport als seus campanyes, i té diversos empleats a diversos països que treballen exclusivament per desenvolupar tals campanyes. El CAS International es va fundar en 1990 inicialment com una cooperació entre Nederlandse Dierenbescherming (Societat de Protecció Animal Holandesa) i World Society for the Protection of Animals (Societat Mundial per a la Protecció dels Animals), després d'una iniciativa del grup de protecció animal espanyol Associació per a la Defensa dels Drets dels Animals (ADDA). Es va independitzar ràpidament d'aquestes organitzacions.
Amb seu a la ciutat holandesa d'Utrecht, CAS col·labora en projectes amb grups antitaurins locals en tots els països amb curses de toros en tant el continent europeu com en l'americà.
Entre la feina que realitza, CAS Internacional donar suport i participa en protestes antitaurines arreu del món, produeix material antitaurí (pòsters, llibres, tanques publicitàries o panfletos), dona conferències educativas, comissiona enquestes d'opinió publica, organitza congresos, dona suport logístic i tàctic a campanyes, participa en el debati taurí en els mitjans|medis de comunicación, fa lobby polític a nivell local, nacional i internacional, i investiga la indústria taurina a tot el món.
CAS International té un paper important en el moviment antitaurí internacional, no sol per donar suport a organitzacions antitaurines locals de tot el món que manquen dels recursos suficients per desenvolupar les seves activitats, però per ser una de les promotores de la coalició europea "Per una Europa sense Corridas" que fa lobby a nivell de la Unió Europea, o la Xarxa Mundial Por la Abolición del Toreo, on es discuteixen tàctiques i estratègies antitaurines en fòrums internacionales.